# Ruth Barcan Marcus
Ruth Barcan Marcus (2 de agosto de 1921 - 19 de fevereiro de 2012) foi uma filósofa e acadêmica norte-americana mais conhecida por seu trabalho em lógica modal e filosófica.

## Carreira
Ela desenvolveu os primeiros sistemas formais de lógica modal quantificada e, ao fazê-lo, introduziu o esquema ou princípio conhecido como Fórmula de Barcan. (Ela também introduziria o operador "caixa" agora padrão por necessidade no processo). Marcus, que originalmente publicou como Ruth C. Barcan, era, como Don Garrett observa "uma das filósofas-lógicas mais importantes e influentes do século XX". Timothy Williamson, em uma celebração de 2008 da longa carreira de Marcus, afirma que muitas de suas "ideias principais não são apenas originais, inteligentes, belas, fascinantes, influentes e muito à frente de seu tempo, mas na verdade - eu acredito – verdade”.

## Obras
Livros (escritos ou editados)
- The Logical Enterprise, ed. com A. Anderson, R. Martin, Yale, 1995
- Logic, Methodology and Philosophy of Science, VII, eds. R. Barcan Marcus et al., North Holanda, 1986
- Modalities: Philosophical Essays, Oxford University Press, 1993. Paperback; 1995 (contém muitos dos papéis importantes de Marcus)

Trabalhos Acadêmicos
- Ruth C. Barcan - lista de PhilPapers
- Ruth Barcan Marcus - lista de PhilPapers.